# Église du Vieux Saint-Sauveur de Caen
Pour les articles homonymes, voir Église Saint-Sauveur et Saint-Sauveur.
L'église du Vieux Saint-Sauveur est un ancien lieu de culte sur la place Saint-Sauveur dans le centre-ville ancien de Caen. Avant la Révolution française, l'église était paroissiale et s'appelait juste église Saint-Sauveur. Elle a pris son nom actuel en 1802 quand l'église Notre-Dame-de-Froide-Rue, devenue centre de la nouvelle paroisse, a été rebaptisée église Saint-Sauveur de Caen. Ce monument fait l’objet d’un classement au titre des monuments historiques depuis le 29 juin 1951.

## Histoire
L'église Saint-Sauveur, sans doute fondée à la fin de l'époque carolingienne, est un édifice dont les plus anciennes parties remontent à la fin du XIe siècle ou début du XIIe siècle (pour la tour notamment). On l'appelle dès 1130 Saint-Sauveur-du-Marché, ancien nom de la place où elle se trouve. Elle est remaniée à plusieurs reprises au cours des XIVe et XVe siècles. Un nouveau chœur est bâti entre 1530 et 1546 dans le style gothique flamboyant. En 1698, le cimetière qui entourait l'église est déplacé afin d'agrandir la place Saint-Sauveur ; la place laissée libre sur la rue de la Chaîne (actuelle rue Pasteur) et la rue Saint-Sauveur est alors envahie par des maisons qui viennent s'appuyer sur l'église. Quand la place Saint-Sauveur est réaménagée en profondeur dans la deuxième moitié du XVIIIe siècle, la façade du XVe siècle est détruite et un nouveau portail de style classique est édifié un peu plus à l'ouest. La superficie au sol de l'église est de 754 m2.
Le 1er mars 1780, le parlement de Rouen confirme un arrêt du bailliage de Caen ordonnant le transfert des cimetières urbains en dehors de la ville. En 1784-1785, le cimetière de la paroisse Saint-Sauveur est donc transféré vers le cimetière des Quatre-Nations.
La paroisse faisait partie du doyenné de Caen, dans le diocèse de Bayeux. En février 1791 commencent les pourparlers entre la municipalité et le Directoire en vue de réorganiser les paroisses caennaises. On prévoit de fermer l'église Saint-Sauveur et de transférer son titre à l'église des Cordeliers. Son dernier curé fut Jacques Lentaigne. L'ordonnance royale du 12 juillet 1791 ferme effectivement l'église, mais son titre est cédé à Notre-Dame de Froide-Rue, qui prend alors le nom de Saint-Sauveur. Au XIXe siècle, l'ancienne église, désormais appelée le Vieux-Saint-Sauveur, est transformée en halle aux grains, puis en halle au beurre. Le 9 août 1837, le conseil municipal décide que la flèche construite au XVIe siècle soit abattue pour cause de vétusté, malgré les protestations des Caennais de l'époque. De 1886 à 1928, on y expose le squelette d'une baleine, échouée en 1885 à Langrune-sur-Mer.
Lors de la bataille de Caen en 1944, elle est très endommagée. La destruction du Palais des facultés permet de dégager la vue sur le chevet de l'église, un jardin public ayant été aménagé à son emplacement. Depuis la fin des années 1980, elle fait l'objet de nombreuses restaurations (arcs-boutants, chœur et dernièrement, croisillon du transept). Des fresques datant de la deuxième moitié du XVIe siècle ont été mises au jour sur la voûte.
|                                                      |  |                                    |
| Avant la destruction de la flèche (gravure de 1818). |  | Après la destruction de la flèche. |

## Architecture
La toiture romane était recouverte de lauzes de schiste, provenant peut-être de Caumont-l'Éventé. Des traces de cette toiture sont encore visible dans le mur de la tour de croisée.

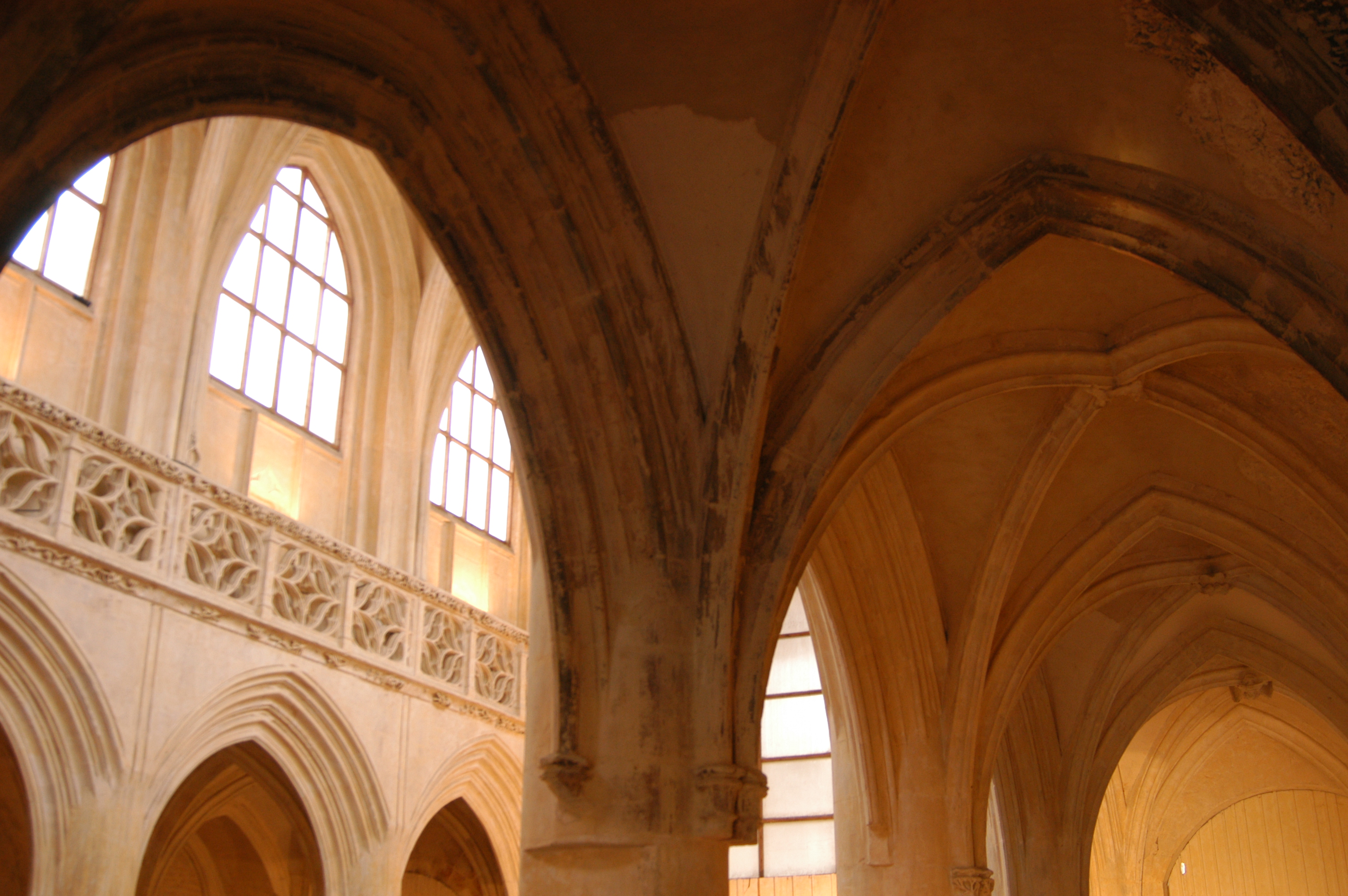
Le bas-côté gothique.
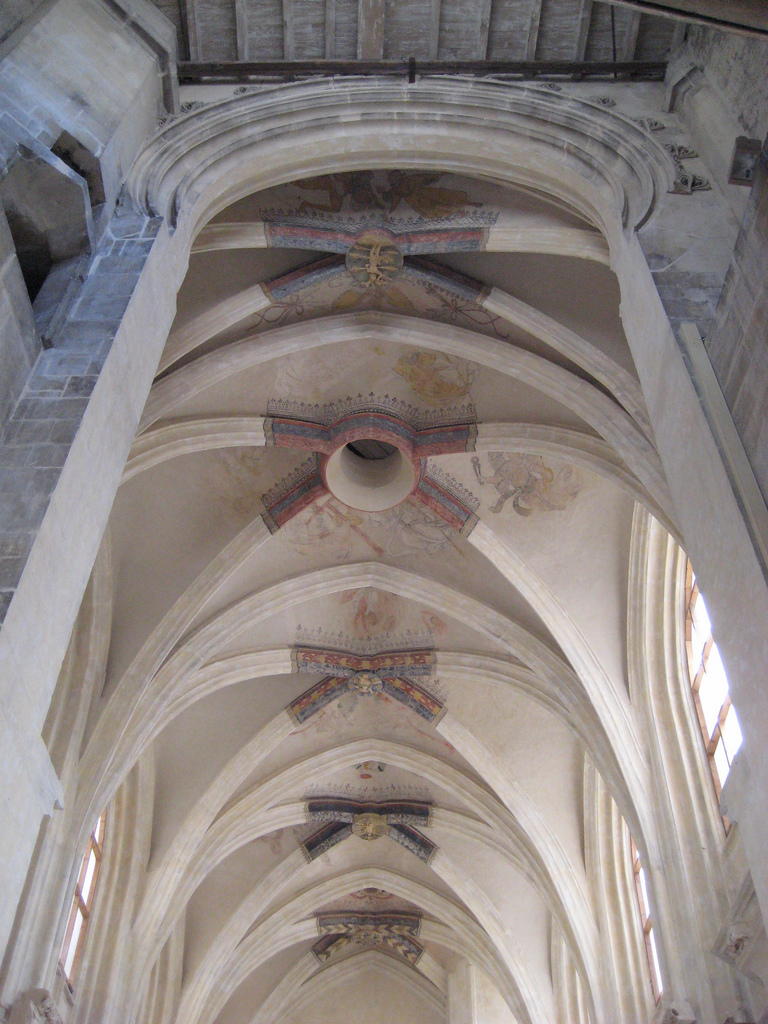
L'ancien portail gothique.
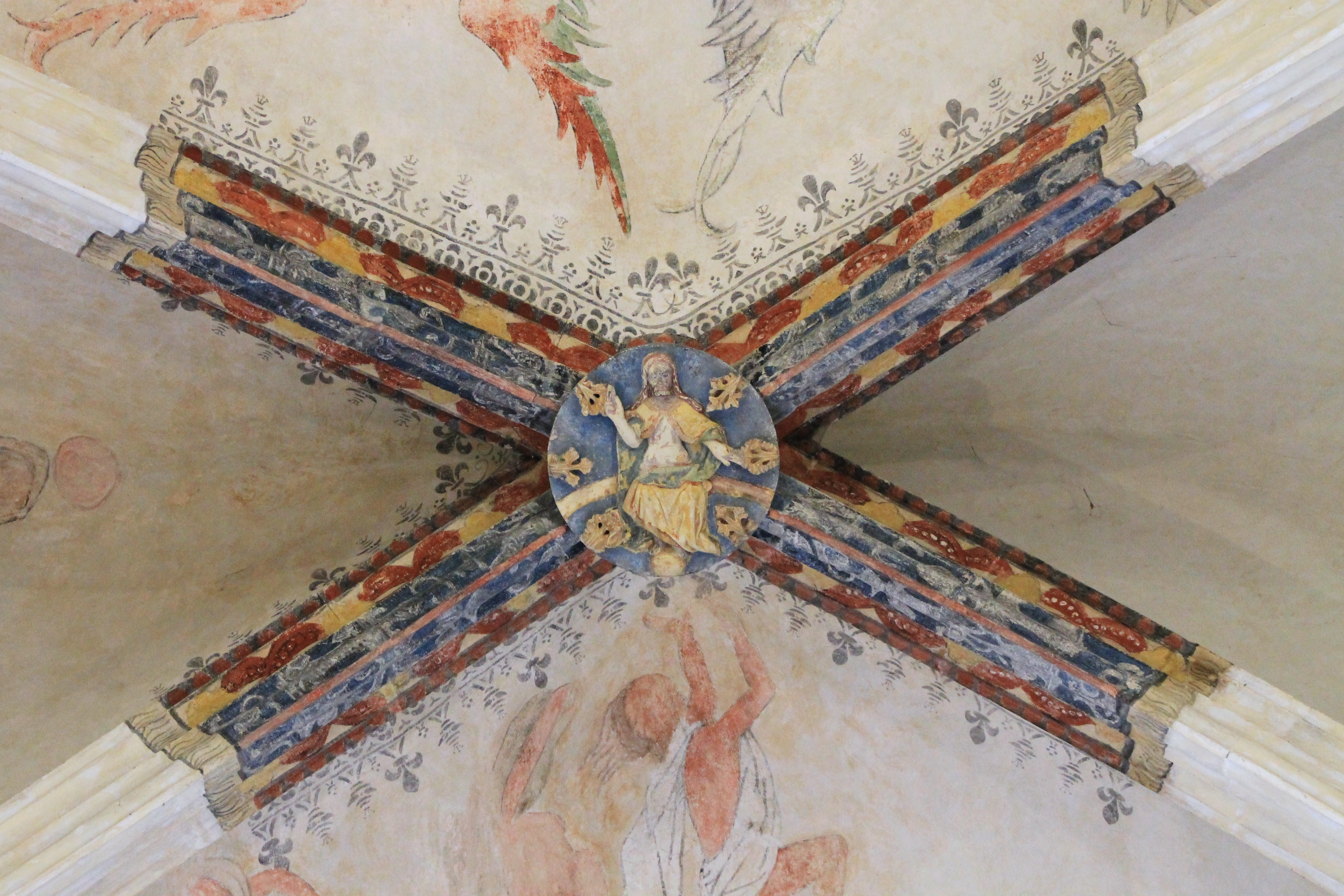
Clé de voûte et fresques Renaissance.
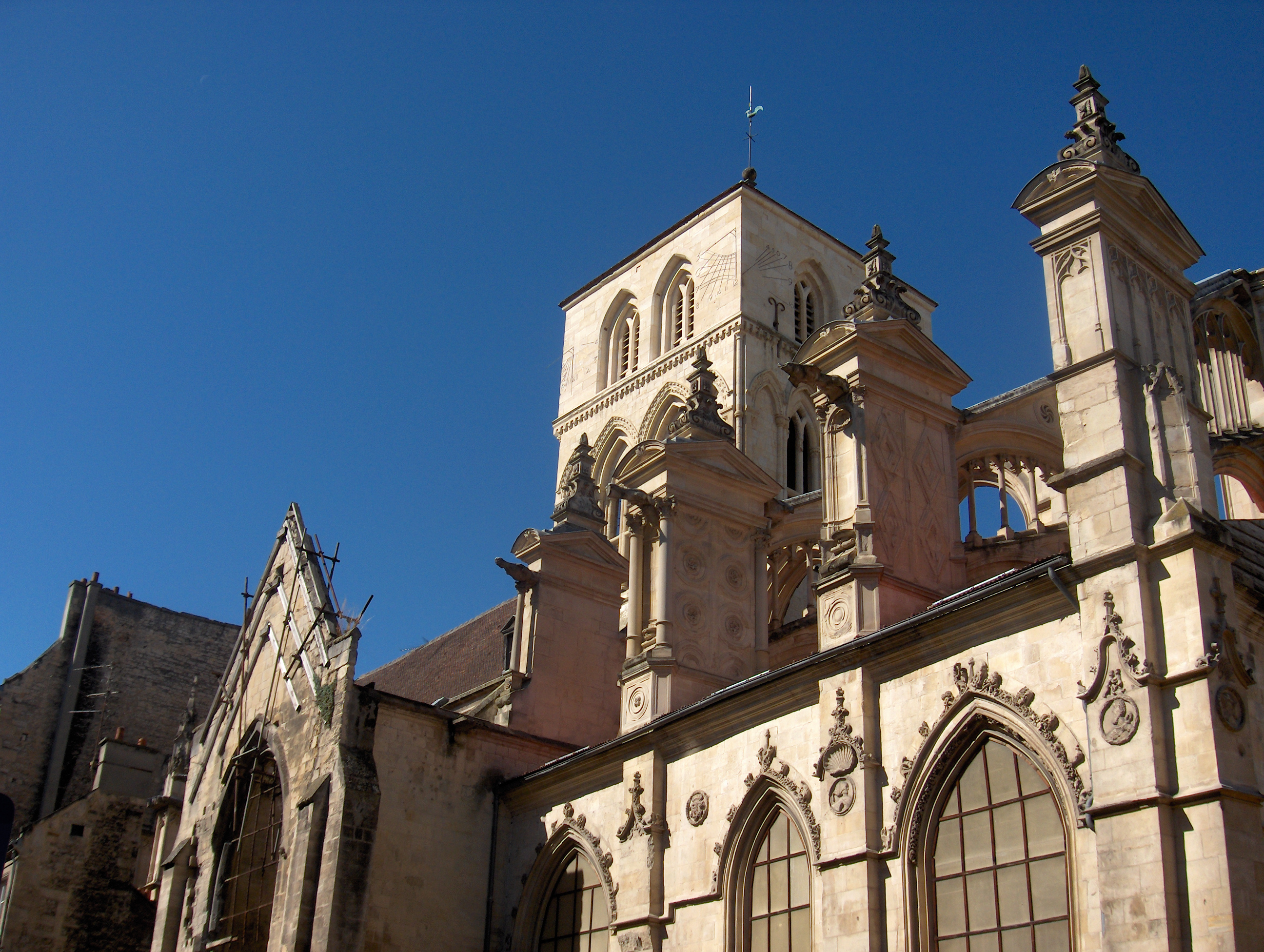
La partie Renaissance.
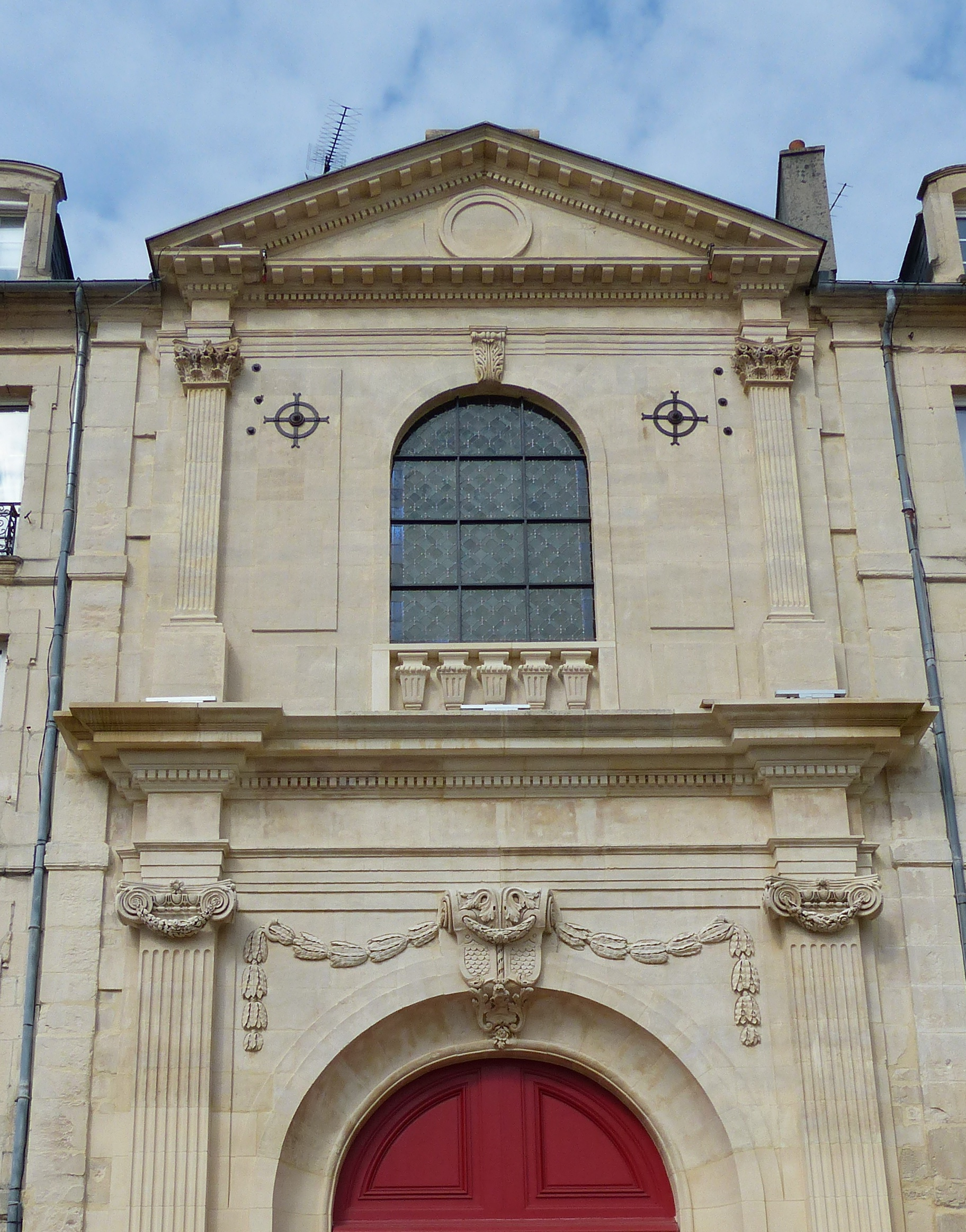
Façade principale, après restauration en 2013.